# Tahaa

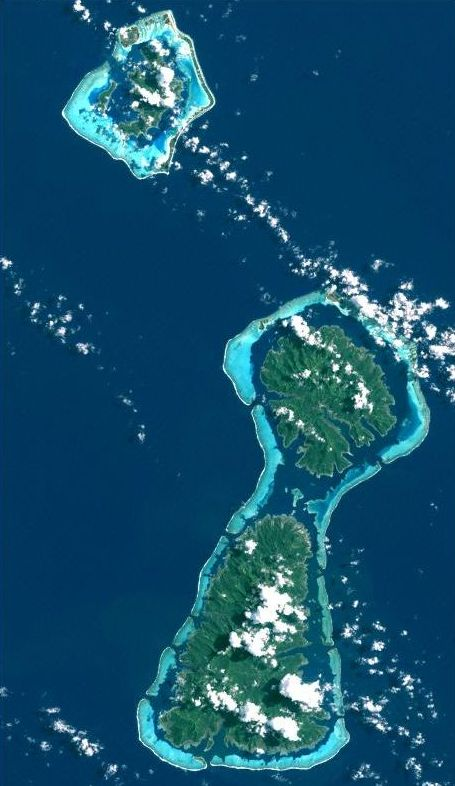
Image satélite de Bora Bora, Tahaa e Raiatea. Tahaa é a ilha situada no centro, compartilhando arrecife com Raiatea, ao sul

Tahaa (em tahitiano Taha’a) é uma das Ilhas de Sotavento do Arquipélago da Sociedade, na Polinésia Francesa. Está situada a 5 km ao oeste de Raiatea. Suas coordenadas são: 16° 37′ S, 151° 30′ O.